# Lluís II de Vendôme
Lluís de Borbó (París, octubre de 1612 - Ais de Provença, 12 d'agost de 1669) era fill de Cèsar de Borbó i de Francesca de Lorena (1592-1669), net d'Enric IV de França, i titular de la Casa de Borbó-Vendôme.
Es va dedicar a la carrera militar, que el va portar a convertir-se en governador de Provença l'any 1640. L'herència de la seva mare el va convertir en duc de Mercoeur. El 1651 va contraure matrimoni amb Laura Mancini, neboda del Cardenal Mazzarino, qui l'abril de 1652 el nomena governador de Provença. Del matrimoni van néixer tres fills:
- Lluís Josep de Borbó (1654-1712), duc de Vendôme i Mariscal de França.
- Felip de Borbó (1655-1727), Gran Prior de l'Orde de Malta.
- Juli Cèsar (1657-1660).

La mort de la seva esposa el 1657 el van portar a la cursa del sacerdoci i la mort del seu pare el 1665 el va convertir en duc de Vendôme i duc d'Etampes. Va morir el 1669, dos anys després de ser nomenat cardenal.

## Guerra dels Segadors
Durant la guerra dels Segadors, va ser virrei de Catalunya (1649-1651) de part del rei Lluís XIV de França. És nomenat en el càrrec el 4 de desembre de 1649, en virtut dels capítols matrimonials que havia firmat amb Laura Mancini. Ateses les dificultats per trobar tropes i recursos econòmics, no es va desplaçar a Catalunya fins a principis de febrer de 1650. Segons Xavier Baró, el seu virregnat es caracteritza per la impossibilitat d'aturar les desavinences creixents entre el regne de França i la diputació del General, així com per una "dura política repressiva contra tots els sospitosos de col·laborar amb les tropes de Felip IV de Castella". Durant el seu comandament, l'oïdor militar Domènech Negrell és condemnat a mort.
En la campanya de 1650, és incapaç d'evitar les victòries de la Corona Hispànica a Miravet i Tortosa. A finals de 1650 abandona el Principat i el càrrec de Virrei.